# Kajaja
Kajaja è un villaggio del Botswana situato nel distretto Nordoccidentale, sottodistretto di Ngamiland West. Il villaggio, secondo il censimento del 2011, conta 31 abitanti.

## Località
Nel territorio del villaggio sono presenti le seguenti 1 località:
- Kajaja Lands di 106 abitanti